# Wilhelm Kumlin
Erik Wilhelm Kumlin, född 30 augusti 1859 på Ryda kungsgård i Nysätra socken, Uppland, död 1 mars 1940 i Stockholm, var en svensk lantbrukare.
Wilhelm Kumlin var son till godsägaren Johan Eric Kumlin. Han avlade mogenhetsexamen i Strängnäs 1879, lantmäteriexamen 1882, agronomexamen vid Ultuna lantbruksinstitut 1884 och 1885 lantbruksingenjörsexamen där. Kumlin blev 1886 delägare i och förvaltare av Stora Sundby och Marielund i Kärnbo socken, och var från 1892 ägare av dessa egendomar. Från 1916 var han även delägare i och förvaltare av Stjärnhovs säteri. Kumlin var en föregångsman inom modernt svenskt jordbruk och gjorde betydande insatser för främjande av växtodlingen, särskilt i fråga om utsäde, och även för elektrifieringen inom nötboskapsaveln och lantbruket i stort. 
Kumlin var ledamot av Sveriges utsädesförenings mindre styrelse 1907–1913, styrelseledamot i Sveriges fröodlareförbund 1912–1924 och ordförande där 1924–1938, en av initiativtagarna 1916 till Svenska lantmännens utsädesaktiebolag och dess ordförande till 1924 samt ordförande i styrelsen för Statens centrala frökontrollanstalt 1924–1933. Inom boskapsskötselns område var han bland annat styrelseledamot i Avelsföreningen för rödbrokig svensk boskap 1913–1928. Åren 1896–1917 tillhörde han Södermanlands läns hushållningssällskaps förvaltningsutskott. Bland hans många andra uppdrag märks att han erhöll flera statliga jordbrukskommittéuppdrag samt var ledamot av Folkhushållningskommissionen och ordförande i dess fodersektion 1917–1919, ordförande i styrelsen för Mariefreds sjukhus 1894–1931 och var landstingspolitiker 1906–1910. För sitt jordbruk redogjorde han i En elektrifierad gård (1918), och publicerade uppsatser i lantbrukspressen. Kumlin var känd som uppfinnare av ett torkskydd för avskuren säd, den så kallade "W.K.-stören", senare kallad "sörmlandsstören". 1905 blev han ledamot av Lantbruksakademien. Han fick Södermanlands läns hushållningssällskaps guldmedalj 1917 och Patriotiska sällskapets stora guldmedalj 1926.